# Vignoble de la vallée du Rhône
Le vignoble de la vallée du Rhône est une expression désignant la région viticole française s'étendant de part et d'autre du Rhône, de Vienne au nord jusqu'à Avignon au sud, sur un total de 1 317 communes. En sont habituellement exclus les vignobles bordant le fleuve plus en amont, que se soit en France (Bugey et Savoie) comme en Suisse (Genève, Vaud et Valais).
C'est le deuxième vignoble en France, quant au volume de production de vins d'appellation d'origine contrôlée, après le vignoble de Bordeaux. Il s'étend sur six départements : Rhône, Loire, Ardèche et Gard, sur la rive droite du Rhône, Drôme et Vaucluse, sur la rive gauche. Ces départements font partie des régions Auvergne-Rhône-Alpes, Occitanie et Provence-Alpes-Côte d'Azur.
Du nord au sud, ce vignoble se divise en deux ensembles d'appellations :
- d'une part la vallée du Rhône septentrionale, de Vienne jusqu'à Livron-sur-Drôme (appellations côte-rôtie[n 1], condrieu, saint-Joseph, crozes-Hermitage, hermitage, etc.) ;
- d'autre part la vallée du Rhône méridionale, de Montélimar à Avignon (appellations grignan-les-adhémar, châteauneuf-du-pape, gigondas, beaumes-de-venise muscat de Beaumes-de-Venise, vacqueyras, etc.).

S'y rajoutent les vallées des affluents du Rhône, d'abord celle de la Drôme qui forme le Diois (appellations clairette de Die, crémant de Die, coteaux-de-die et châtillon-en-diois), ensuite celle entre le mont Ventoux et la rive droite du Calavon (appellation ventoux), celle entre la rive gauche du Calavon et la rive droite de la Basse-Durance, englobant le massif du Luberon (appellation luberon) et enfin une partie du Gard (appellations costières-de-nîmes et clairette de Bellegarde).

## Historique
(juin 2018).
Améliorez-le ou discutez des points à vérifier. 

### Antiquité
Par vocation la vallée du Rhône a toujours été un passage privilégié entre le monde méditerranéen et l'Europe septentrionale ou atlantique.
Dès l'Antiquité, les Grecs s'infiltrent au cœur de la Gaule, où ils pratiquent des échanges commerciaux. La culture de la vigne et du vin se poursuit avec l'arrivée des Romains en 125 avant notre ère. Dès le Ier siècle, la concurrence entre les vignes reprend entre l'Italie et la Gaule narbonnaise. C'est dans ce contexte qu'il convient de dater la construction de la villa gallo-romaine du Mollard, à Donzère et les ateliers d'amphores de la région.

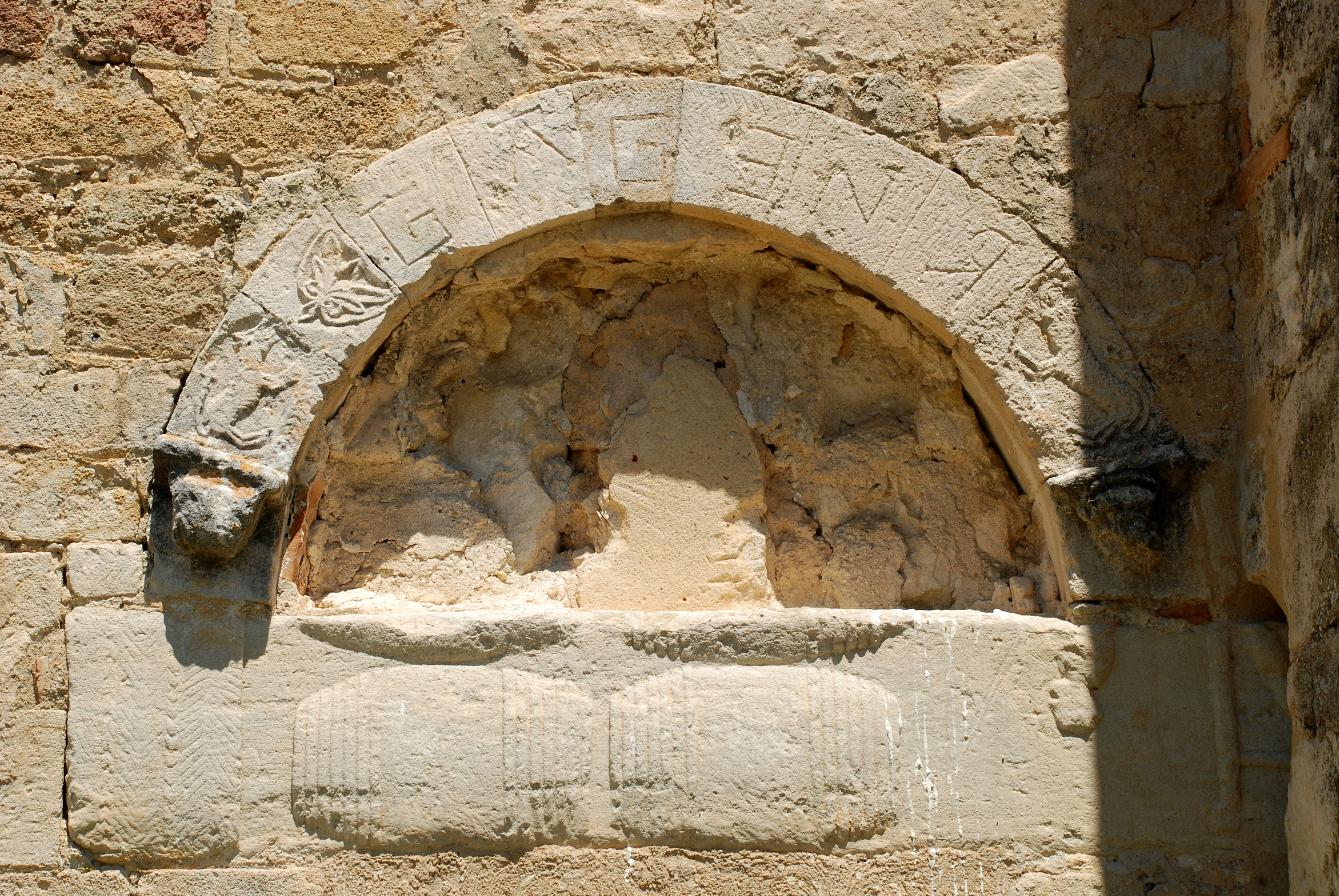
Les quatre tonneaux de Saint-Pierre-de-Colonzelle.

La plus importante unité viti-vinicole antique de la région, la villa du Mollard a été mise à jour au sud de Donzère. Elle s’étendait sur deux hectares. L’entrepôt des vins de 70 × 15 m contenait deux travées abritant 204 dolia disposés en six alignements ayant chacune une contenance de 1,2 hectolitre. À chaque extrémité, un grand fouloir de 18,5 m2, y étaient adjoints deux pressoirs. L’exploitation, qui a été datée entre 50 et 80 de notre ère, produisait 2 500 hectolitres de vin par an. Le rendement des vignes romaines ayant été estimé à 12 hl/ha, le domaine possédait 300 hectares ce qui nécessitait le travail de 150 esclaves. Tout ou partie de sa production était expédiée par le Rhône en tonneaux, à l’exemple de la scène représentée sur la stèle de Saint-Pierre-ès-Liens de Colonzelle (Ier siècle) toute proche. Située sur le porche d’un prieuré clunisien, elle représente le levage de quatre tonneaux et leur embarquement sur un navire marchand. Ces amphores fabriquées sur place, servaient au transport des vins et des sauces de poisson. Ces découvertes archéologiques, alliées à une étude historique déjà ancienne, permettent de situer l'origine des Côtes du Rhône comme antérieure à bien d'autres régions viticoles françaises.
Les Romains créent Vienne, puis le vignoble correspondant dont la renommée était grande. Ils mettent en valeur la campagne viennoise avec d'immenses travaux de défonçage, de plantation de la vigne et de construction de murettes protégeant les terrasses. Les coteaux très accidentés de la rive droite séduisent les Romains — de la Côte Rôtie à Saint-Joseph — et s'annexent plus tard ceux de la rive gauche — Hermitage. Ils font de cette région une des plus belles de la Gaule narbonnaise. Dès le Ier siècle ils ont donné l'impulsion d'un vignoble commercial.

### Moyen Âge
En 611 est fondé le monastère de Prébayon, réservée aux moniales. La charte accordée par Artemius, évêque de Vaison, à l'abbesse Rusticule, de Saint-Césaire d'Arles et compagne de la reine Radegonde, mentionne la présence de vignes dans ses domaines. C'est la plus ancienne trace écrite d'un vignoble lié à une appellation « Sablet » dans la région.
À Saint-Péray, le vignoble est attesté depuis 936. Le Cartulaire de Saint-Chaffre mentionne la donation à cette abbaye d'une villa et de ses vignes sise sous le castrum de Crussol.
Dès le XIVe siècle, installés à Avignon, les papes firent appel aux vignobles de proximité pour leurs besoins. Clément V s’installa au pied du Ventoux, à Malaucène, près de la fontaine du Groseau, où il fit planter le premier vignoble pontifical. Jean XXII, le deuxième pontife avignonnais, fit bâtir le château de Châteauneuf-du-Pape. Il avait amené avec lui à Avignon des banquiers et des vignerons de Cahors dans le but de renforcer les richesses de la papauté. Les Cadurciens récupérèrent à Châteauneuf d’anciennes parcelles laissées par les templiers chassés par Philippe le Bel et plantèrent les premiers vignobles pontificaux. Au tout début, le vignoble de Châteauneuf ne fournit que quatre puis six tonneaux par an de vin papalin. Dès 1325 la production atteignit douze tonneaux. Trois ans plus tard Jean XXII pouvait partager sa récolte avec son neveu Jacques de Via, le cardinal-évêque d’Avignon. Les spécialistes ont calculé que le vignoble pontifical devait alors couvrir huit hectares. Ce pape fit venir son vin nouveau de Tournon (Hermitage), des Costières (Saint-Gilles, Nîmes, Beaucaire avec son cru renommé de Cante-Perdrix), de la Côte du Rhône (Roquemaure, Saint-Laurent-des-Arbres), du Comtat Venaissin (Carpentras), de l’État d’Avignon (Bédarrides) et de l’Enclave des Papes (Valréas). Son vin vieux provenait de Malaucène dont le vignoble fournissait chaque année sept saumées de vin liquoreux.
Benoît XII, son successeur, ancra encore plus radicalement la papauté en Avignon en décidant la construction du premier palais des papes dominé par la Tour du Trouillas (du pressoir). Homme austère et sévère, il garnit sa table uniquement des vins de la rive droite du Rhône.
Ce fut sous le pontificat de Clément VI, en 1344, que le premier terroir connu de Châteauneuf-du-Pape fut répertorié. Il était dit Vieille Vigne (de nos jours Bois de la Vieille). Innocent VI apprécia fort le Châteauneuf autant blanc que rouge comme en témoignent les comptes de la Révérende Chambre Apostolique, au cours de son pontificat. Aux vins de ses prédécesseurs, il ajouta ceux de Pont-Saint-Esprit, Bellegarde, Rochefort-du-Gard, Villeneuve-lès-Avignon et Tavel (Prieuré de Montézargues).
Urbain V donna une nouvelle impulsion au vignoble de Châteauneuf en ordonnant qu’y fut planté du raisin muscat. Ce qui n’empêcha point le pontife et sa Cour de découvrir et d’apprécier le vin d’Apt lors du concile qui s’y tint en juin 1365. De plus il donna une nouvelle impulsion au vignoble de Châteauneuf en ordonnant qu’y fut planté du raisin muscat.
Afin de préparer son départ à Rome, il fit passer un accord avec Marco Cornaro, le doge de Venise, pour le libre passage des vins pontificaux dans les ports vénitiens. Ce qui lui permit, lors de son séjour italien, de 1367 à 1369, d’approvisionner la Cour romaine de vin de Saint-Gilles,.
Grégoire XI resta fidèle aux muscats de Beaumes-de-Venise, Velorgues et Carpentras, dans le Comtat Venaissin, continua à commander des vins d’Apt, de Saint-Gilles et de la Côte du Rhône (Laudun, Bagnols-sur-Cèze). Et lors de son retour à Rome « Les vins paraissent avoir tenu une grande place et, à la veille du départ, on s’occupa tant d’assurer le service de la bouteillerie durant le voyage, que de garnir, en prévision de l’arrivée, les caves du Vatican ». Le retour de la papauté à Rome n’empêcha point les différents pontifes qui se succédèrent sur le trône de Saint-Pierre de conserver l’habitude de se fournir en vins de Provence et du Comtat Venaissin.

### Période moderne
Les XVIIe et XVIIIe siècles marquent le progrès de la viticulture rhodanienne.
Au XVIIe siècle, la « Côte du Rhône » est le nom d'une circonscription administrative de la Viguerie d'Uzès (département du Gard) dont les vins sont réputés. Une réglementation intervient en 1650 pour protéger leur authenticité de provenance et garantir leur qualité.
Un édit du roi de France prescrit, en 1737, que tous les fûts destinés à la vente et au transport doivent être marqués au feu par les lettres « C.D.R. ». Ce n'est qu'au milieu du XIXe siècle que la Côte du Rhône devient les Côtes du Rhône en s'étendant aux vignobles situés sur la rive gauche du Rhône. Cette notoriété, acquise au fil des siècles, est validée par les Tribunaux de Grande Instance de Tournon et d'Uzès en 1936.

### Période contemporaine

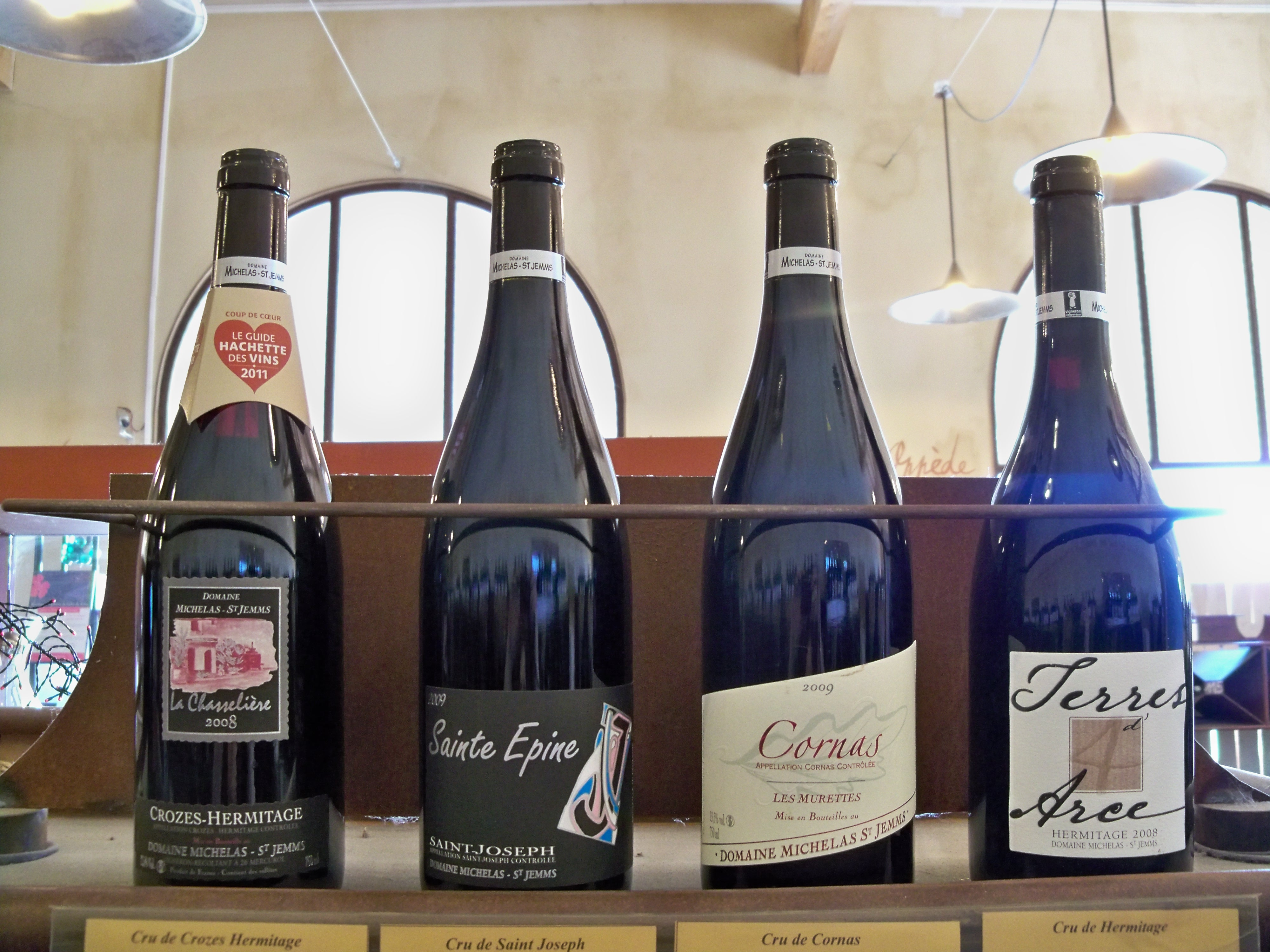
Appellations locales des côtes-du-rhônes septentrionales au Palais du vin de Courthézon

Au XXe siècle dans les années 1930, sous l'impulsion du Baron Le Roy — homme audacieux et visionnaire — cette notoriété s'accentuera et prendra forme en 1937 par la consécration de l'AOC — appellation d'origine contrôlée — côtes-du-rhône.
L'AOC, c'est la reconnaissance d'une réalité et d'une tradition rassemblant plusieurs éléments : un ou plusieurs cépages, un terroir, un savoir-faire viti-vinicole.
Un organisme officiel national, l'INAO, fixe et contrôle les règles qui garantissent que les produits d'AOC sont conformes aux critères de : production, délimitation parcellaire, cépages, méthodes culturales, récoltes, vinification. Pour avoir droit à l'AOC, un vin doit de plus être soumis obligatoirement à une analyse et à une dégustation qui contrôlent sa typicité et sa qualité.

## Vignoble

### AOC, dénominations et IGP

#### Appellations régionales
L'appellation côtes-du-rhône, créée par un décret de 1937, se répartit sur 29 000 hectares (en 2024) sur les départements du Rhône, de la Loire, de l'Ardèche, de la Drôme, du Vaucluse et du Gard.

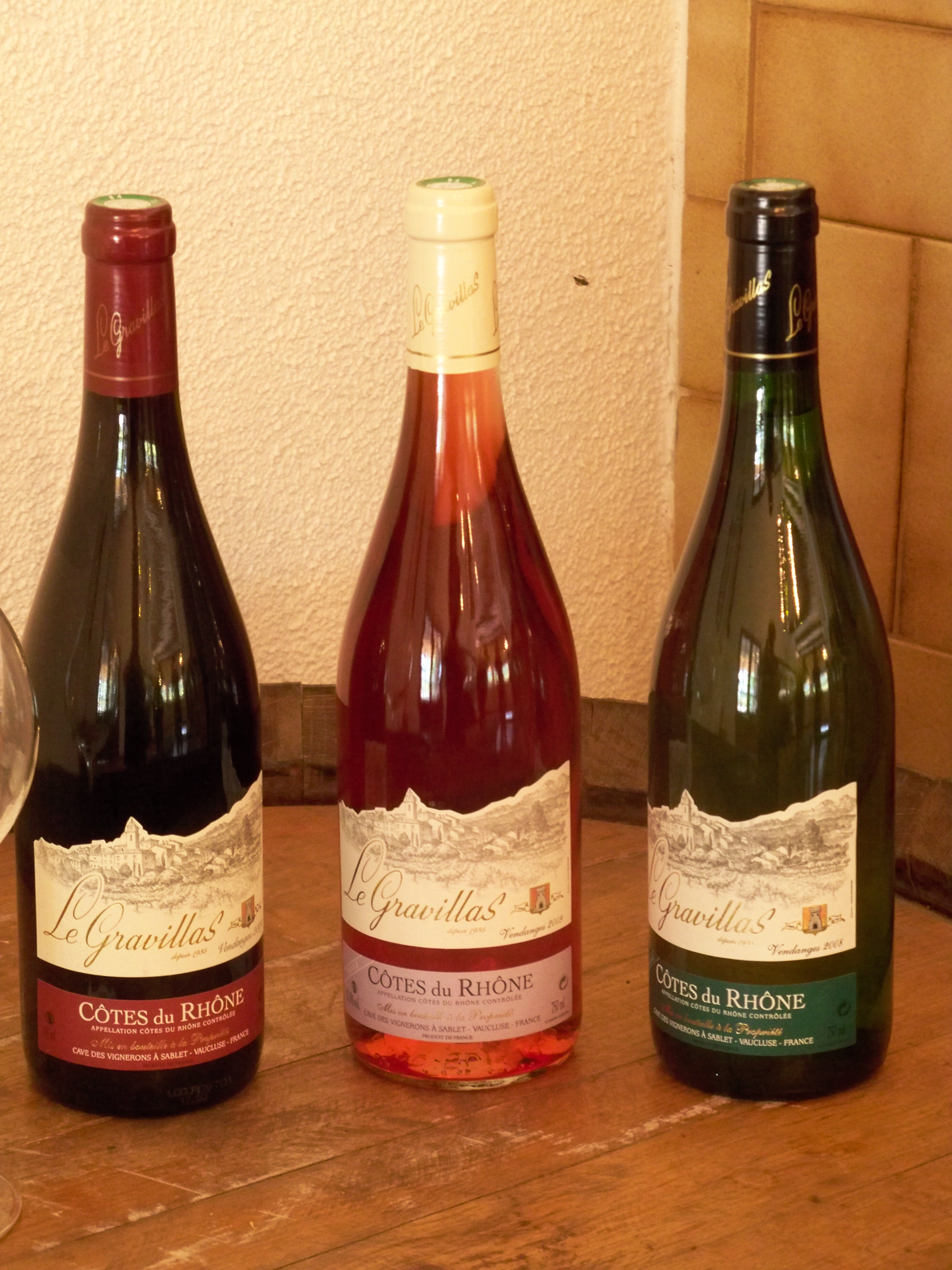
Côtes-du-rhône de la cave Le Gravillas à Sablet.
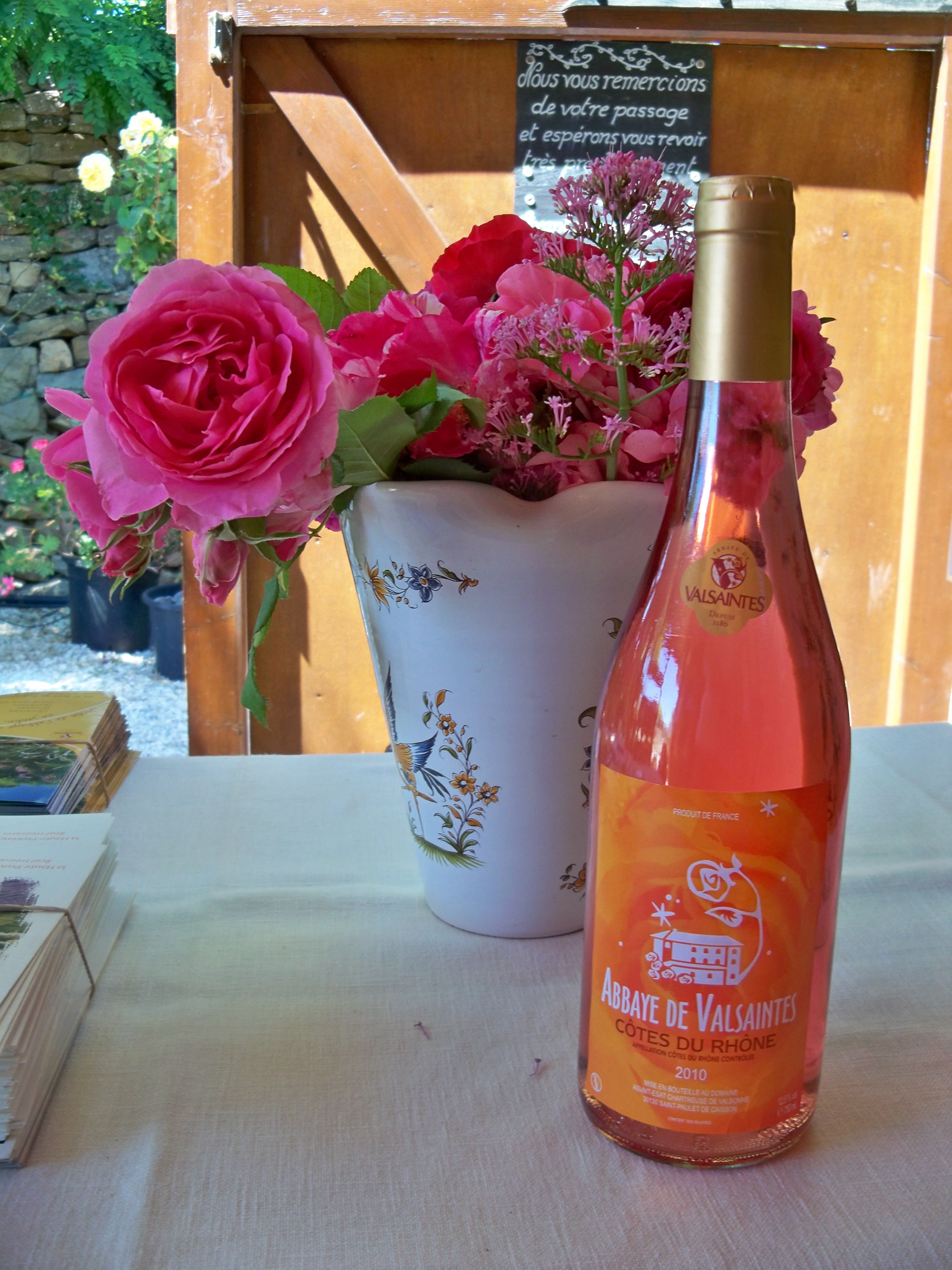
Côtes-du-rhône Abbaye de Valsaintes.
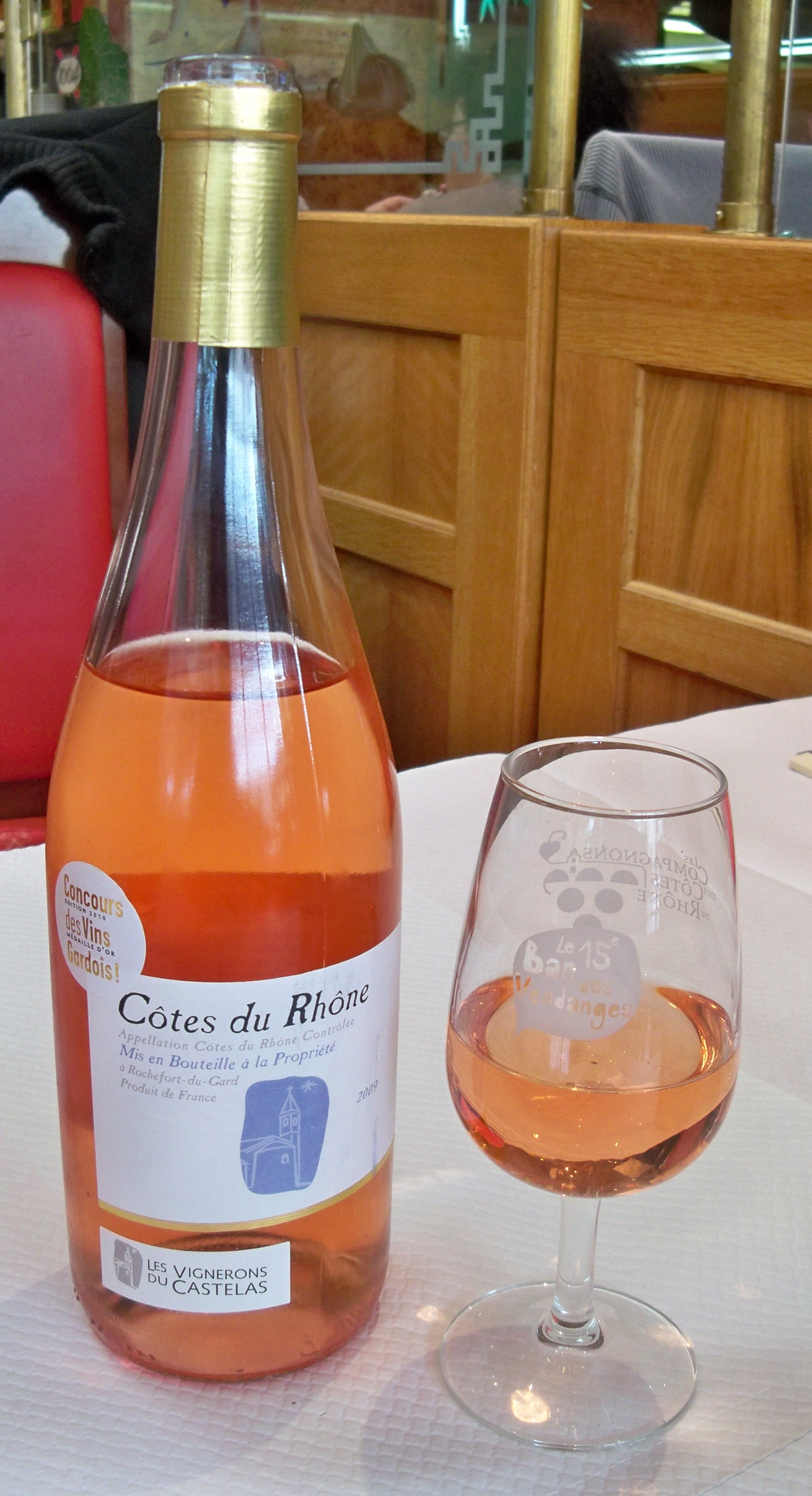
Côtes-du-rhône de Rochefort-du-Gard.
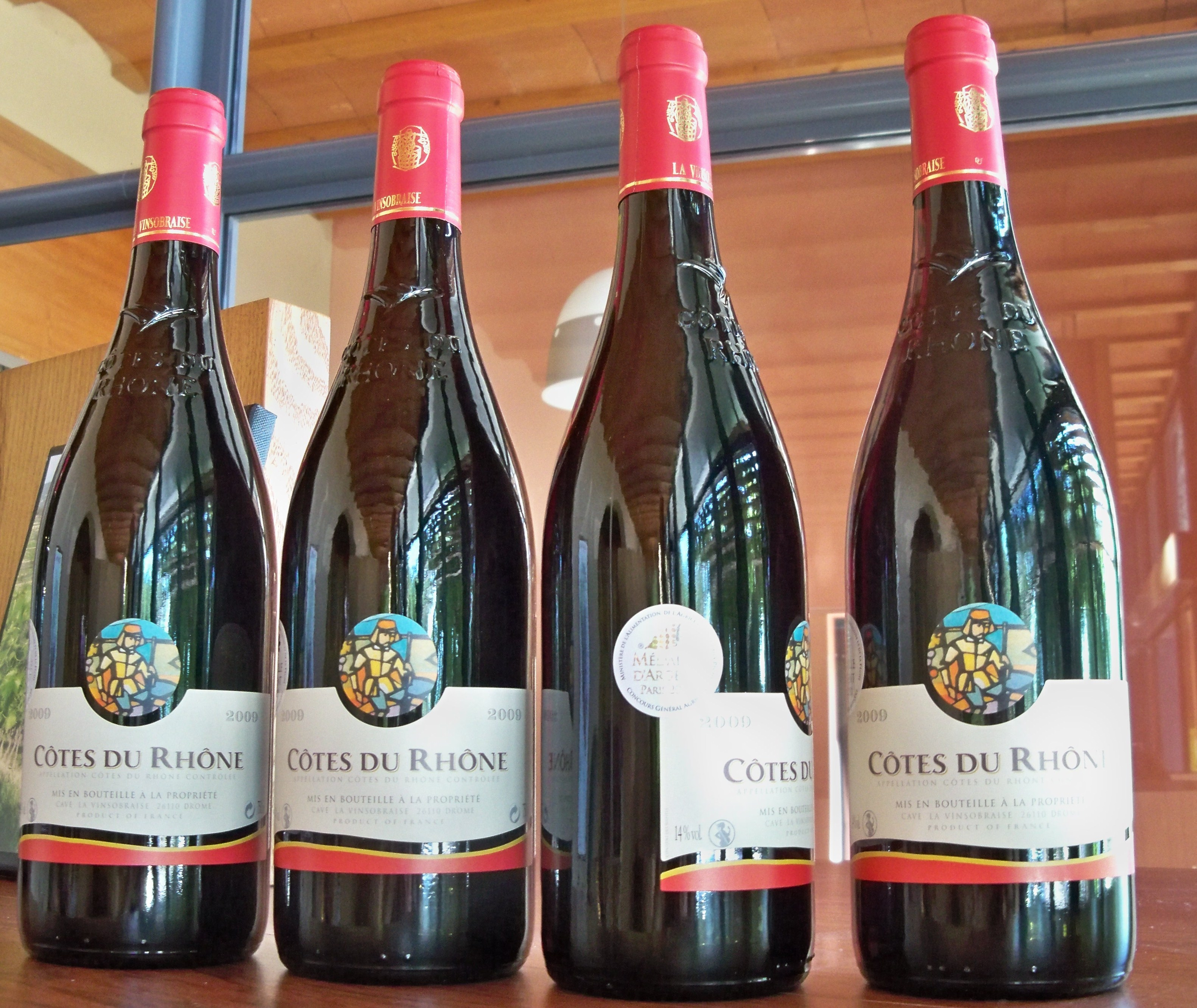
Côtes-du-rhône de la cave de Vinsobres.

Au sein de l'aire d'appellation du côtes-du-rhône, sont produits plusieurs appellations plus restrictives, formant ainsi une hiérarchie : au sommet, ce qu'Inter Rhône (l'interprofession) appelle les « crus des côtes du Rhône » ; en-dessous l'appellation côtes-du-rhône-villages qui peut être complétée avec ses dénominations géographiques ; tout en bas, le côtes-du-rhône.

#### Crus des côtes du Rhône
| Départements           | AOC des côtes du Rhône septentrionales | Départements | AOC des côtes du Rhône méridionales |
| ---------------------- | -------------------------------------- | ------------ | ----------------------------------- |
| Rhône                  | côte-rôtie                             | Drôme        | vinsobres                           |
| Loire                  | château-grillet                        | Vaucluse     | cairanne                            |
| Rhône, Loire & Ardèche | condrieu                               | Vaucluse     | rasteau                             |
| Ardèche & Loire        | saint-joseph                           | Vaucluse     | gigondas                            |
| Drôme                  | hermitage                              | Vaucluse     | beaumes-de-venise                   |
| Drôme                  | crozes-hermitage                       | Vaucluse     | muscat de Beaumes-de-Venise         |
| Ardèche                | cornas                                 | Vaucluse     | vacqueyras                          |
| Ardèche                | saint-péray                            | Vaucluse     | châteauneuf-du-pape                 |
|                        |                                        | Gard         | landun                              |
|                        |                                        | Gard         | lirac                               |
|                        |                                        | Gard         | tavel                               |

#### Dénominations des côtes-du-rhône-villages
L'appellation côtes-du-rhône-villages, créée par un décret de 1966, concerne 95 communes de l'aire géographique des départements Ardèche, Drôme, Vaucluse et Gard.
| Départements     | Dénominations              |
| ---------------- | -------------------------- |
| Drôme & Vaucluse | puyméras                   |
| Drôme            | saint-maurice              |
| Drôme            | saint-pantaléon-les-vignes |
| Drôme            | suze-la-rousse             |
| Gard             | chusclan                   |
| Gard             | saint-gervais              |
| Gard             | signargues                 |
| Vaucluse         | séguret                    |
| Vaucluse         | roaix                      |
| Vaucluse         | gadagne                    |
| Vaucluse         | valréas                    |
| Vaucluse         | visan                      |
| Vaucluse         | vaison-la-romaine          |
| Vaucluse         | sablet                     |
| Vaucluse         | sainte-cécile              |
| Vaucluse & Drôme | massif-d'uchaux            |
| Drôme            | nyons                      |
| Vaucluse         | plan-de-dieu               |
| Drôme            | rochegude                  |
| Drôme            | rousset-les-vignes         |
| Ardèche          | saint-andéol               |

#### Autres appellations

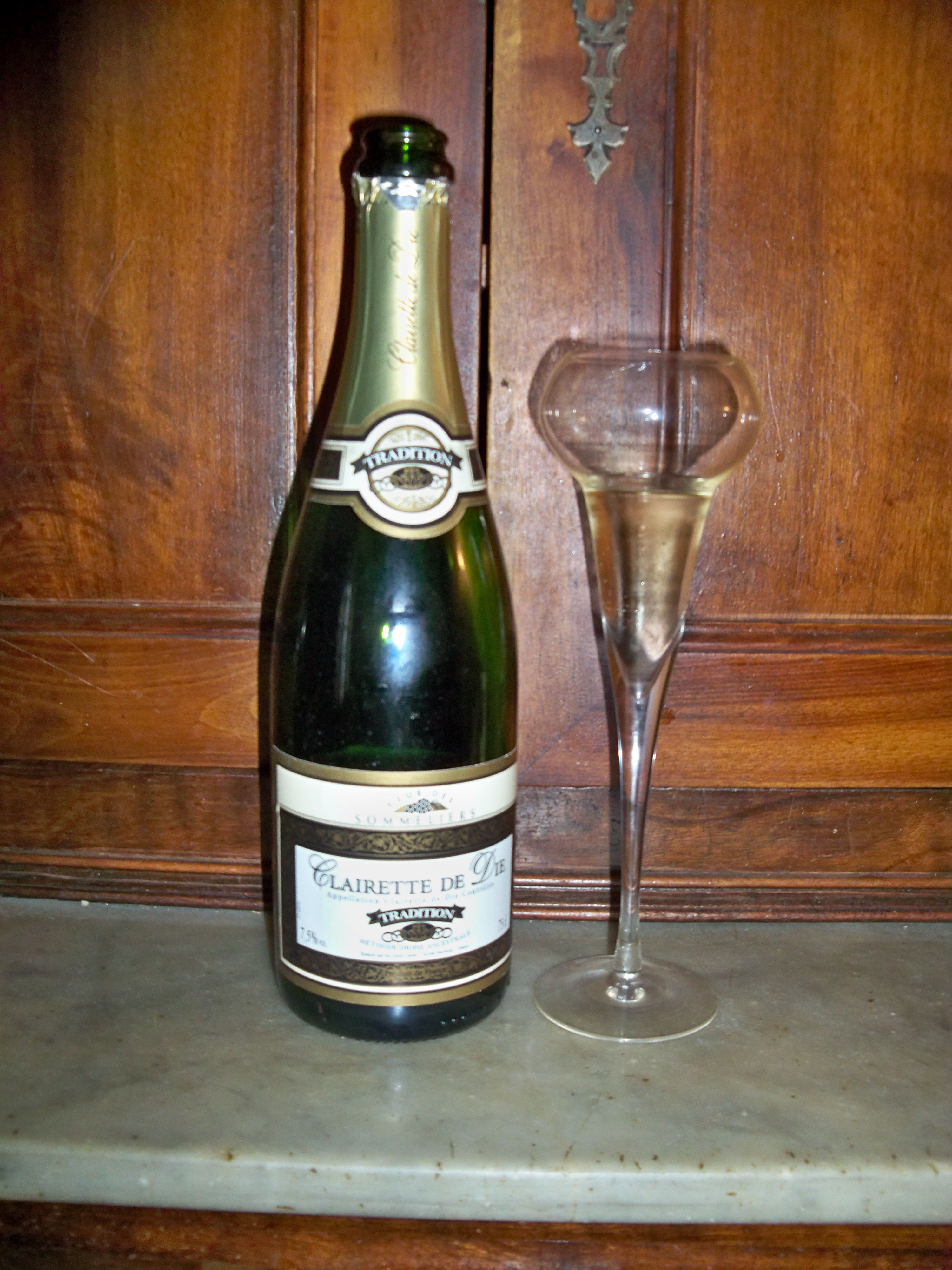
Clairette de Die tradition.
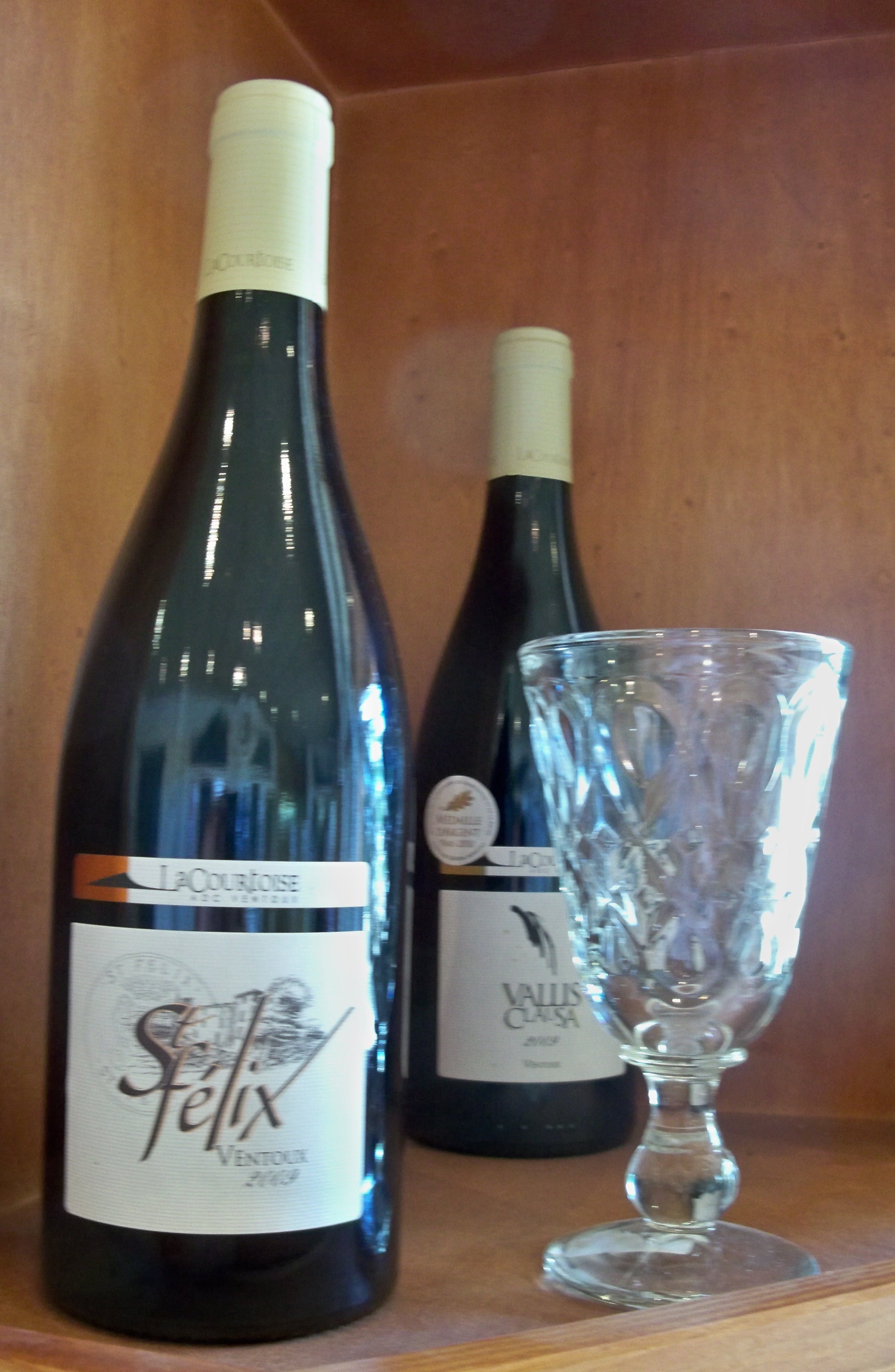
AOC ventoux, Cuvée Saint-Félix.
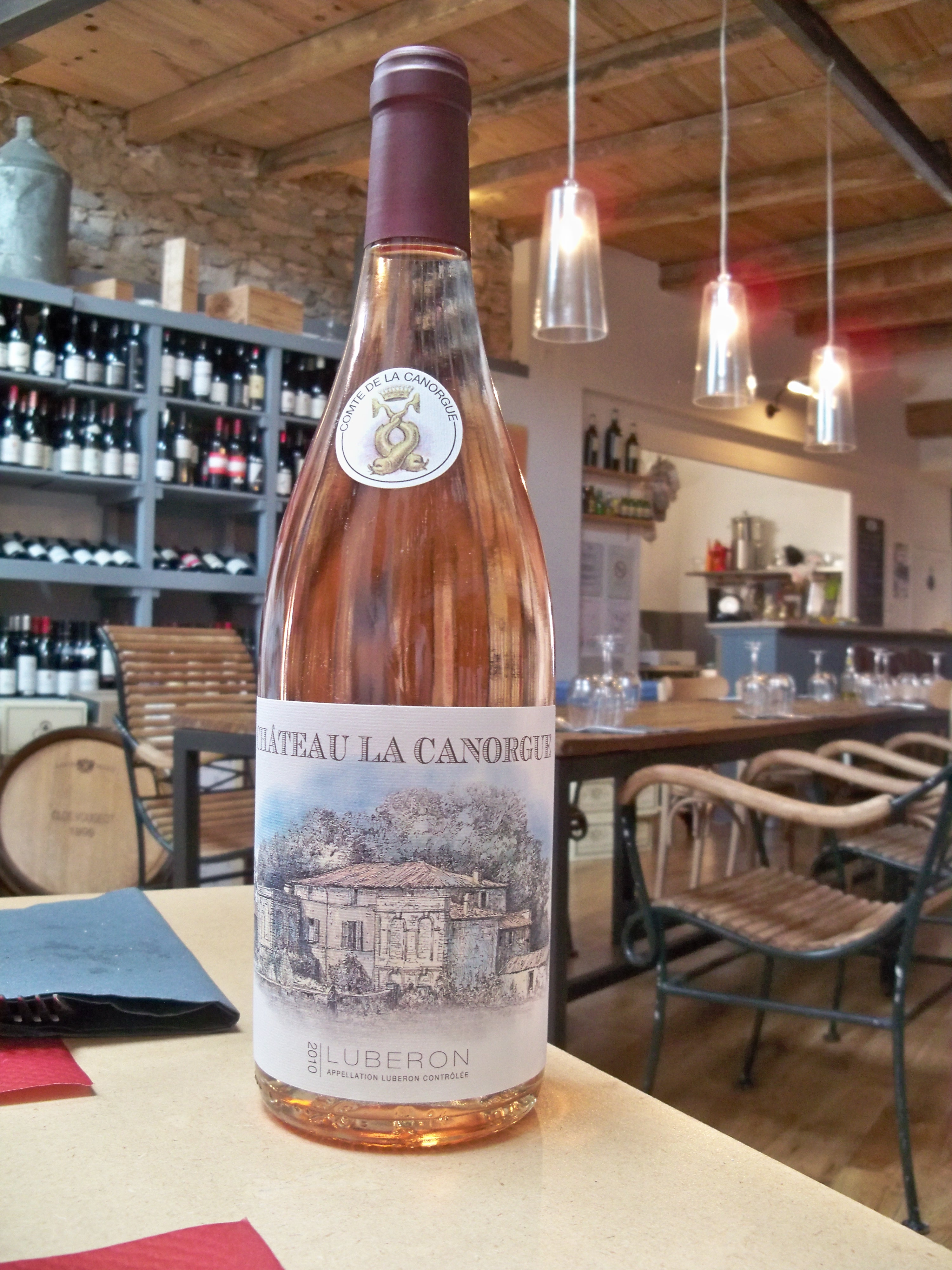
AOC luberon, Château La Canorgue.
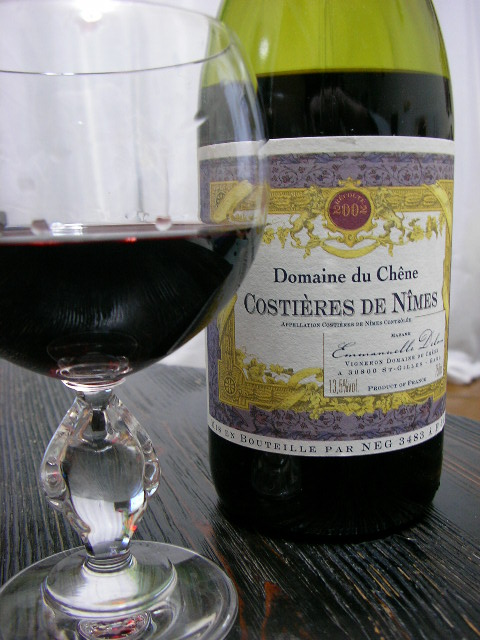
AOC costières-de-nîmes.

| Département    | AOC                     |
| -------------- | ----------------------- |
| Drôme          | clairette de Die        |
| Drôme          | crémant de Die          |
| Drôme          | coteaux-de-die          |
| Drôme          | châtillon-en-diois      |
| Drôme          | grignan-les-adhémar     |
| Vaucluse       | ventoux                 |
| Vaucluse       | luberon                 |
| Ardèche & Gard | côtes-du-vivarais       |
| Gard           | clairette de Bellegarde |
| Gard           | costières-de-nîmes      |

#### IGP
En plus de ces appellations, les vignerons de la vallée du Rhône peuvent produire sous plusieurs IGP (indication géographique protégée, ex vins de pays) : méditerranée, collines-rhodaniennes, comtés-rhodaniens, ardèche, drôme, vaucluse, gard, coteaux-des-baronnies, comté-de-grignan ou coteaux-de-montélimar.

### Orographie
Le vignoble septentrional s’étend de Vienne à Valence au sud. Deux unités se distinguent au sein de ce vignoble. L’une se situe de Vienne à Montélimar. Ses vignes dominent le fleuve, c’est le secteur des Côtes du Rhône. L’autre se situe sur les versants face à la Drôme, c’est le secteur du Diois.
Le vignoble méridional est regroupé autour de la ville d'Orange entre Montélimar au nord et Avignon au sud. Il débute après le défilé de Donzère. Il repose sur des terroirs complexes et variés. Ce vignoble est délimité par des hauts reliefs :
- Le plateau ardéchois avec ses garrigues à l’ouest,
- Les chaînons subalpins des Baronnies et du Ventoux à l’est,
- Le massif des Alpilles au sud.
- Le Luberon au sud-est qui marque la limite avec le vignoble provençal[12].

### Climatologie
Le climat est tempéré, avec des nuances : si la partie méridionale est clairement en climat méditerranéen (avec des étés arides et chauds : classe « Csa » de Koppen-Geiger), plus on va vers le nord dans la moyenne vallée du Rhône plus ces caractéristiques s'altèrent (l'ensoleillement reste bon, mais l'amplitude thermique annuelle est plus forte, avec plus de précipitations : classe « Cfa »), tandis que les contreforts du Massif central et des Alpes du Sud sont sous influence montagnarde (l'été reste chaud, avec plus d'amplitude thermique : classe « Cfb »), rajoutant de fortes précipitations à l'automne.
Le vent principal est le mistral, dont la vitesse peut aller au-delà des 110 km/h. Il souffle entre 120 et 160 jours par an, avec une vitesse de 90 km/h par rafale en moyenne. Il souffle depuis le nord vers le sud de la vallée du Rhône. En Provence et dans le Comtat Venaissin aucun vigneron ne se plaint du mistral – même violent – car celui-ci a des avantages bénéfiques pour le vignoble. Appelé le mango-fango, le « mangeur de boue », il élimine toute humidité superflue après les orages, dégage le ciel et lui donne sa luminosité, préserve les vignes de nombre de maladies cryptogamiques et les débarrasse d'insectes parasites.
Trois stations météorologiques permettent de rendre compte de ces différences : Tupin-et-Semons tout à l'amont (près de Condrieu) ; Tournon-sur-Rhône au milieu (face à Tain-l'Hermitage) ; et Avignon tout à l'aval (entourée par Tavel, Lirac et Châteauneuf-du-Pape).

#### Tupin-et-Semons
Le climat de Tupin-et-Semons (à 150 mètres d'altitude : 45° 28′ 18″ N, 4° 46′ 36″ E) est de type océanique dégradé avec des influences méditerranéennes : les étés sont chauds et ensoleillés et les hivers plutôt froids, la sensation de froid étant renforcée par la bise. Le cumul annuel moyen de précipitations a été sur la période 1971-2000 de 752 mm.
| Mois                              | jan. | fév. | mars | avril | mai  | juin | jui. | août | sep. | oct. | nov. | déc. | année |
| --------------------------------- | ---- | ---- | ---- | ----- | ---- | ---- | ---- | ---- | ---- | ---- | ---- | ---- | ----- |
| Température minimale moyenne (°C) | −0,4 | −0,8 | 2,9  | 5,4   | 9    | 12,2 | 14,8 | 14,2 | 11,9 | 8,6  | 3,4  | 1,4  | 7     |
| Température moyenne (°C)          | 2,9  | 4,8  | 7,9  | 10,7  | 14,7 | 18,2 | 21,4 | 20,6 | 17,9 | 13,3 | 7,1  | 4,5  | 12    |
| Température maximale moyenne (°C) | 6,3  | 8,8  | 13   | 15,9  | 20,4 | 24,3 | 28   | 27   | 23,9 | 18   | 10,9 | 7,8  | 17    |
| Nombre de jours avec gel          | 17,4 | 12,2 | 7,1  | 1     | 0    | 0    | 0    | 0    | 0    | 0,2  | 5,8  | 11,8 | 55,5  |
| Précipitations (mm)               | 46,9 | 41,9 | 59,2 | 77,9  | 98,9 | 67,9 | 41,1 | 65,1 | 60,2 | 91,2 | 58,5 | 59   | 767,9 |

| Mois                              | jan. | fév. | mars | avril | mai  | juin | jui. | août | sep. | oct.  | nov.  | déc. | année |
| --------------------------------- | ---- | ---- | ---- | ----- | ---- | ---- | ---- | ---- | ---- | ----- | ----- | ---- | ----- |
| Température minimale moyenne (°C) | 1,4  | −1,6 | 4,2  | 6,3   | 10,5 | 13,8 | 15,8 | 15,6 | 12,2 | 9,5   | 4,6   | 2,2  | 8,1   |
| Température moyenne (°C)          | 4,5  | 5,7  | 9,6  | 12    | 16,5 | 20   | 22,2 | 21,9 | 17,8 | 13,8  | 8,1   | 5    | 13,1  |
| Température maximale moyenne (°C) | 7,6  | 9,7  | 15   | 17,8  | 22,4 | 26,3 | 28,6 | 28,3 | 23,3 | 18,2  | 11,6  | 7,7  | 18    |
| Nombre de jours avec gel          | 11,5 | 10,9 | 4,5  | 0,5   | 0    | 0    | 0    | 0    | 0    | 0,5   | 4,5   | 9,4  | 41,8  |
| Précipitations (mm)               | 52,9 | 40,7 | 49,7 | 73,6  | 82,6 | 71,9 | 53,5 | 60,9 | 94   | 104,8 | 103,1 | 52,2 | 839,8 |

| Diagramme climatique                                  |             |           |             |              |              |              |              |            |              |              |            |
| J                                                     | F           | M         | A           | M            | J            | J            | A            | S          | O            | N            | D          |
| 7,61,452,9                                            | 9,7−1,640,7 | 154,249,7 | 17,86,373,6 | 22,410,582,6 | 26,313,871,9 | 28,615,853,5 | 28,315,660,9 | 23,312,294 | 18,29,5104,8 | 11,64,6103,1 | 7,72,252,2 |
| Moyennes : • Temp. maxi et mini °C • Précipitation mm |             |           |             |              |              |              |              |            |              |              |            |

#### Tournon-sur-Rhône
Tournon-sur-Rhône (station à 123 mètres d'altitude : 45° 04′ N, 4° 51′ E) bénéficie d'un climat dont la principale caractéristique est un vent quasi permanent qui souffle et assèche l'air le long du couloir rhodanien. Nommé mistral lorsqu'il vient du nord, il apporte beau temps et fraîcheur en été, mais une impression de froid glacial en hiver. Lorsqu'il provient du sud, il annonce généralement l'arrivée de perturbations orageuses. Il s'appelle alors « le vent du midi » ou « le vent des fous » car, pour certaines personnes, il rend l'atmosphère pénible à supporter, surtout en été.
À partir de cette latitude, l'influence du climat méditerranéen se fait directement sentir. L'ensoleillement annuel est élevé (environ 2 400 heures à Valence (estimation de Météofrance). Les étés y sont chauds et secs. La température moyenne du mois de juillet est de 21,5 °C (Montélimar 23 °C). Les hivers froids sans excès s'inscrivent plutôt dans un climat de type semi-continental dégradé. La température moyenne du mois le plus froid (janvier) est ainsi de 3,5 °C. La pluviométrie annuelle est modérée : environ 430 mm. Les pluies sont particulièrement importantes à la fin de l'été (particulièrement en septembre à cause des épisodes cévenols ou orages cévenols qui déversent des trombes d'eau).
| Mois                              | jan. | fév. | mars | avril | mai  | juin | jui. | août | sep. | oct. | nov. | déc. | année |
| --------------------------------- | ---- | ---- | ---- | ----- | ---- | ---- | ---- | ---- | ---- | ---- | ---- | ---- | ----- |
| Température minimale moyenne (°C) | −1   | 0    | 2    | 4     | 9    | 12   | 14   | 14   | 11   | 8    | 3    | 1    | 6,4   |
| Température moyenne (°C)          | 3,5  | 4    | 7    | 8,5   | 14,5 | 17,5 | 21,5 | 21,3 | 16,5 | 12,5 | 6,5  | 3,5  | 11,1  |
| Température maximale moyenne (°C) | 6    | 8    | 12   | 15    | 20   | 23   | 26   | 26   | 22   | 17   | 10   | 6    | 15,9  |
| Précipitations (mm)               | 42,7 | 34,7 | 39,5 | 61,8  | 63,9 | 44,4 | 42,3 | 43,6 | 70,9 | 78,6 | 63,2 | 43,5 | 431,5 |

| Mois                              | jan. | fév.  | mars  | avril | mai   | juin  | jui.  | août  | sep.  | oct.  | nov. | déc. | année   |
| --------------------------------- | ---- | ----- | ----- | ----- | ----- | ----- | ----- | ----- | ----- | ----- | ---- | ---- | ------- |
| Température minimale moyenne (°C) | 3,3  | 4,5   | 6,1   | 9     | 12,6  | 17,3  | 18,9  | 18,7  | 15    | 11,5  | 6,8  | 4,1  | 10,7    |
| Température moyenne (°C)          | 6    | 8,3   | 10,8  | 13,9  | 17,4  | 22    | 24,3  | 24,2  | 20,2  | 15,7  | 9,6  | 6,9  | 15      |
| Température maximale moyenne (°C) | 8,9  | 12,2  | 15,4  | 19    | 22,5  | 28,3  | 30,5  | 30,4  | 25,5  | 20    | 12,8 | 9,8  | 19,6    |
| Nombre de jours avec gel          | 5,4  | 3,3   | 1,8   | 0     | 0     | 0     | 0     | 0     | 0     | 0     | 1    | 4    | 15,5    |
| Ensoleillement (h)                | 66,8 | 107,2 | 148,1 | 178   | 186,5 | 207,2 | 253,2 | 237,5 | 200,1 | 140,4 | 70,1 | 65,1 | 1 860,2 |
| Précipitations (mm)               | 36,4 | 29,9  | 61,8  | 53,1  | 74,3  | 55,9  | 59,9  | 49,9  | 58,5  | 139,7 | 76,4 | 62   | 757,7   |

| Diagramme climatique                                  |             |             |         |              |              |              |              |            |             |             |          |
| J                                                     | F           | M           | A       | M            | J            | J            | A            | S          | O           | N           | D        |
| 8,93,336,4                                            | 12,24,529,9 | 15,46,161,8 | 19953,1 | 22,512,674,3 | 28,317,355,9 | 30,518,959,9 | 30,418,749,9 | 25,51558,5 | 2011,5139,7 | 12,86,876,4 | 9,84,162 |
| Moyennes : • Temp. maxi et mini °C • Précipitation mm |             |             |         |              |              |              |              |            |             |             |          |

#### Avignon
Avignon, ville située dans la zone d’influence du climat méditerranéen, est soumise à un rythme à quatre temps : deux saisons sèches, dont une brève en fin d'hiver, une très longue et accentuée en été ; deux saisons pluvieuses, en automne, avec des pluies abondantes sinon torrentielles, et au printemps. Les étés sont chauds et secs, liés à la remontée des anticyclones subtropicaux, entrecoupés d’épisodes orageux parfois violents. Les hivers sont doux. Les précipitations sont peu fréquentes et la neige rare.
Selon Météo-France, le nombre par an de jours de pluies supérieures à 2,5 litres par mètre carré est de 45 et la quantité d'eau, pluie et neige confondues, est de 660 litres par mètre carré. Les températures moyennes oscillent entre 0 et 30 °C selon la saison. Le record de température depuis l'existence de la station de l'INRA est de 40,5 °C lors de la canicule européenne de 2003 le 5 août (et 39,8 °C le 18 août 2009). Les relevés météorologiques ont lieu à l'Agroparc d'Avignon (à 32 mètres d'altitude : 43° 55′ N, 4° 53′ E).
| Mois                              | jan. | fév. | mars | avril | mai  | juin | jui. | août | sep. | oct. | nov. | déc. | année |
| --------------------------------- | ---- | ---- | ---- | ----- | ---- | ---- | ---- | ---- | ---- | ---- | ---- | ---- | ----- |
| Température minimale moyenne (°C) | 1,4  | 2,7  | 4,5  | 7,1   | 10,6 | 14,3 | 16,8 | 16,1 | 13,6 | 9,6  | 5    | 2,1  | 8,6   |
| Température moyenne (°C)          | 5,5  | 7    | 9,4  | 12,4  | 16,3 | 20   | 22,9 | 22,1 | 19,2 | 14,6 | 9,2  | 5,9  | 13,7  |
| Température maximale moyenne (°C) | 9,5  | 11,4 | 14,4 | 17,7  | 22   | 25,7 | 29   | 28,1 | 24,7 | 19,6 | 13,4 | 9,7  | 18,8  |
| Nombre de jours avec gel          | 11,6 | 7,2  | 3,3  | 0,3   | 0    | 0    | 0    | 0    | 0    | 0,1  | 3,5  | 10,6 | 36,6  |
| Précipitations (mm)               | 45,6 | 55,9 | 51   | 57,7  | 57,2 | 44,5 | 28,1 | 51,6 | 64,7 | 97,3 | 58   | 52,3 | 663,9 |

| Mois                              | jan. | fév. | mars | avril | mai  | juin | jui. | août | sep.  | oct. | nov. | déc. | année |
| --------------------------------- | ---- | ---- | ---- | ----- | ---- | ---- | ---- | ---- | ----- | ---- | ---- | ---- | ----- |
| Température minimale moyenne (°C) | 2,4  | 2,7  | 5,5  | 8     | 11,8 | 15,8 | 18,2 | 17,8 | 14,3  | 10,9 | 6,4  | 3,1  | 9,7   |
| Température moyenne (°C)          | 6,5  | 7,5  | 11   | 13,7  | 17,8 | 22   | 24,7 | 24,4 | 20    | 15,8 | 10,5 | 7,1  | 15,1  |
| Température maximale moyenne (°C) | 10,7 | 12,2 | 16,4 | 19,5  | 23,8 | 28,3 | 31,3 | 30,9 | 25,8  | 20,6 | 14,5 | 11   | 20,4  |
| Nombre de jours avec gel          | 9,2  | 7,1  | 2    | 0,1   | 0    | 0    | 0    | 0    | 0     | 0,1  | 2    | 7,9  | 28,4  |
| Précipitations (mm)               | 52,3 | 36,7 | 37,1 | 64,3  | 55,6 | 39   | 29,4 | 38,4 | 100,2 | 89,9 | 94,1 | 42,7 | 679,7 |

| Diagramme climatique                                  |             |             |           |              |            |              |              |               |              |             |           |
| J                                                     | F           | M           | A         | M            | J          | J            | A            | S             | O            | N           | D         |
| 10,72,452,3                                           | 12,22,736,7 | 16,45,537,1 | 19,5864,3 | 23,811,855,6 | 28,315,839 | 31,318,229,4 | 30,917,838,4 | 25,814,3100,2 | 20,610,989,9 | 14,56,494,1 | 113,142,7 |
| Moyennes : • Temp. maxi et mini °C • Précipitation mm |             |             |           |              |            |              |              |               |              |             |           |

## Conduite du vignoble

### Encépagement
La réglementation de l'appellation côtes-du-rhône admet l'utilisation de 21 cépages dont 13 noirs et 8 blancs, certains à titre principal, d'autres à titre secondaire. Le muscat à petit grain est uniquement réservé à l'appellation muscat de Beaumes-de-Venise à l'exclusion de tout autre.
- grenache
- mourvèdre
- syrah

Cépages secondaires :
- cinsault
- carignan N
- counoise
- marselan
- muscardin
- brun argenté (ou vaccarèse, camarèse)
- piquepoul noir
- terret
- grenache gris
- caladoc
- clairette rose
- couston

Cépages blancs
- marsanne
- roussanne
- viognier
- grenache blanc
- clairette
- bourboulenc

Cépages secondaires :
- ugni blanc
- picpoul blanc
- muscat blanc à petits grains

| Cépage           | syrah | syrah | viognier | viognier | marsanne | marsanne | roussanne | roussanne |
| Appellation      | Min   | Max   | Min      | Max      | Min      | Max      | Min       | Max       |
| ---------------- | ----- | ----- | -------- | -------- | -------- | -------- | --------- | --------- |
| Cornas           | 100 % |       |          |          |          |          |           |           |
| Côte-rôtie       | 80 %  | 100 % | 0 %      | 20 %     |          |          |           |           |
| Crozes-hermitage | 85 %  | 100 % |          |          | 0 %      | 15 %     | 0 %       | 15 %      |
| Hermitage        | 85 %  | 100 % |          |          | 0 %      | 15 %     | 0 %       | 15 %      |
| Saint-joseph     | 90 %  | 100 % |          |          | 0 %      | 10 %     | 0 %       | 10 %      |

| Cépage           | Marsanne | Marsanne | Roussanne | Roussanne | Viognier |
| Appellation      | Min      | Max      | Min       | Max       |          |
| ---------------- | -------- | -------- | --------- | --------- | -------- |
| Château-grillet  |          |          |           |           | 100 %    |
| Condrieu         |          |          |           |           | 100 %    |
| Crozes-hermitage | 0 %      | 100 %    | 0 %       | 100 %     |          |
| Hermitage        | 0 %      | 100 %    | 0 %       | 100 %     |          |
| Saint-joseph     | 0 %      | 100 %    | 0 %       | 100 %     |          |
| Saint-péray      | 0 %      | 100 %    | 0 %       | 100 %     |          |

## Vins

### Production et exploitation
- 60 % de vin rouge, 31 % de blanc et 9 % de rosé.
- Surface : 29 500 hectares dont 27 700 hectares en production.
- Production moyenne en volume d'environ 1,53 million d'hectolitres. 204 millions de bouteilles environ sont commercialisés par an[Ce passage est incohérent].

La surface de production est de 79 045 hectares. La production annuelle est en moyenne de 3,5 millions hectolitres (465 millions de bouteilles)[Ce passage est incohérent].
La production provient de 6 000 exploitations viticoles, dont la superficie moyenne est de 10 ha. Seules 2 000 de ces exploitations sont des caves indépendantes ; les autres sont regroupées en coopératives.

### Vinification
C'est l'ensemble des opérations nécessaires à la transformation du moût (nom du jus de raisin) et à l'élaboration du vin. Certaines de ces opérations sont nécessaires, telle la fermentation alcoolique, et d'autres permettent d'affiner le profil du vin, tant au niveau aromatique (olfactif) que gustatif (goûts).

#### En rouge
La vinification en rouge consiste à faire un pressurage après que la fermentation ait commencé. Pendant toute cette phase, le moût est en contact avec les solides de la vendange. Celles-ci sont très riches en tanins, matières colorantes, odorantes, minérales et azotées. Ces substances vont alors se dissoudre plus ou moins dans le moût et se retrouver dans le vin.
C'est la cuvaison pendant laquelle les sucres se transforment en alcool (fermentation alcoolique) et le jus se voit enrichi par les composants du moût. Plus la macération est longue, plus la coloration du vin sera intense. Se disolvent également les tanins, leur taux sera aussi fonction du temps de la cuvaison. Plus elle sera longue, plus les vins seront aptes à vieillir. Durant cette phase, se produit une forte élévation de la température. Celle-ci est de plus en plus contrôlée par la technique de maîtrise des températures.

#### En blanc
Dans la vinification en blanc la fermentation se déroule en dehors de tout contact avec les parties solides de la vendange (pépins, peaux du raisin, rafles). Le but de cette vinification est de faire ressortir le maximum des arômes contenus d'abord dans le raisin, ensuite en cours de fermentation, enfin lors du vieillissement.
L'extraction du jus et sa séparation des parties solides peuvent être précédés par un éraflage, un foulage et un égouttage, pour passer ensuite au pressurage. Mais ces phases sont évités par nombre de vinificateurs pour éviter l'augmentation des bourbes. Le choix se porte sur une extraction progressive du jus puis un débourbage qui permet d'éliminer toute particule en suspension. Là aussi, encore plus que pour une vinification en rouge, s'impose la maîtrise des températures lors de la fermentation alcoolique. Elle se déroule entre 18 et 20° et dure entre 8 et 30 jours selon le type de vin désiré.

#### En rosé
La vinification en rosé se produit par macération, limitée dans le temps, de cépages à pellicule noire avec possible ajout de cépages blancs. Le vin rosé n'a pas de définition légale. Mais ses techniques de vinification sont très strictes et n'autorisent en rien en Europe le mélange de vin rouge et blanc. La première se fait par saignée. C'est le jus qui s'égoutte sous le poids de la vendange - entre 20 et 25 % - et qui va macérer durant 3 à 24 heures. La seconde est le pressurage. Une vendange bien mûre pourra colorer le jus et sa vinification se fait en blanc. La troisième méthode implique une courte macération à froid. Puis sont assemblés jus de goutte (première méthode) et jus de presse (seconde méthode). Obtenu par ses trois types de vinification, où la maîtrise des températures est une nécessité, un vin rosé a une robe qui s'apparente à celle d'un vin rouge très clair, plus le fruit et la fraîcheur des vins blancs.

#### Des vins effervescents
La vinification des vins effervescents (champagne, mousseux, crémant) a pour but de permettre d'embouteiller un vin dont les sucres et les levures vont déclencher une seconde fermentation en bouteilles. Celle-ci et son bouchon doivent pouvoir résister au gaz carbonique qui se forme sous pression. C'est lui au débouchage qui provoquera la formation de mousse.
On utilise un vin tranquille auquel est ajoutée une liqueur de tirage, constituée de levures, d'adjuvants de remuage (pour faciliter la récupération et l'éjection du dépôt au dégorgement) et de sucre (de 15 à 24 g/l) selon la pression finalement désirée. La bouteille est rebouchée hermétiquement et déposée sur des clayettes afin que les levures transforment le sucre en alcool et en gaz carbonique.

#### Des vins doux naturels
La vinification des vins doux naturel se fait à partir de moûts de raisins frais auxquels est rajouté de l'alcool. C'est le mutage. Il doit être fait pendant la fermentation pour obtenir des vins doux naturels. Avec cette façon de procéder, les vins sont d'une grande richesse alcoolique (15° acquis minimum) et d'un fort taux de sucre.

### Titre alcoométrique volumique
Les titres alcoométriques volumiques (TAV) sont exprimés en pour cent volume (ou : % vol). Ce sont les degrés du vin.

### Types de vins
- Rouges
- Blancs
- Rosés
- Effervescents
- Vins doux naturels

### Millésimes
Ils sont notés : année exceptionnelle , grande année , bonne année ***, année moyenne **, année médiocre *.
| Caractéristiques | Bon article        | Bon article        | Bon article        | Bon article        | Article de qualité | **                 | **                 | Bon article        | ***         | Article de qualité |
| Décennie 2000 | 2009               | 2008               | 2007               | 2006               | 2005               | 2004               | 2003               | 2002               | 2001        | 2000               |
| Caractéristiques | Article de qualité | ***                | ***                | Bon article        | Article de qualité | Bon article        | Bon article        | ***                | Bon article | Bon article        |
| Décennie 1990 | 1999               | 1998               | 1997               | 1996               | 1995               | 1994               | 1993               | 1992               | 1991        | 1990               |
| Caractéristiques | ***                | ***                | **                 | ***                | Bon article        | **                 | **                 | **                 | ***         | Article de qualité |
| Décennie 1980 | 1989               | 1988               | 1987               | 1986               | 1985               | 1984               | 1983               | 1982               | 1981        | 1980               |
| Caractéristiques | Article de qualité | Article de qualité | Bon article        | ***                | Article de qualité | **                 | Bon article        | ***                | Bon article | Article de qualité |
| Décennie 1970 | 1979               | 1978               | 1977               | 1976               | 1975               | 1974               | 1973               | 19722              | 1971        | 1970               |
| Caractéristiques | Bon article        | Article de qualité | Bon article        | **                 | ***                | Bon article        | ***                | **                 | **          | Article de qualité |
| Décennie 1960 | 1969               | 1968               | 1967               | 1966               | 1965               | 1964               | 1963               | 1962               | 1961        | 1960               |
| Caractéristiques | **                 | *                  | Article de qualité | Article de qualité | ***                | ***                | **                 | **                 | ***         | Article de qualité |
| Décennie 1950 | 1959               | 1958               | 1957               | 1956               | 1955               | 1954               | 1953               | 1952               | 1951        | 1950               |
| Caractéristiques | Bon article        | Bon article        | Article de qualité | Bon article        | Bon article        | ***                | Bon article        | Article de qualité | **          | Article de qualité |
| Décennie 1940 | 1949               | 1948               | 1947               | 1946               | 1945               | 1944               | 1943               | 1942               | 1941        | 1940               |
| Caractéristiques | Article de qualité | Article de qualité | Article de qualité | Bon article        | Article de qualité | **                 | Article de qualité | Bon article        | **          | **                 |
| Décennie 1930 | 1939               | 1938               | 1937               | 1936               | 1935               | 1934               | 1933               | 1932               | 1931        | 1930               |
| Caractéristiques | *                  | Bon article        | Bon article        | ***                | **                 | Article de qualité | Article de qualité | **                 | **          | **                 |
| Décennie 1920 | 1929               | 1928               | 1927               | 1926               | 1925               | 1924               | 1923               | 1922               | 1921        | 1920               |
| Caractéristiques | Article de qualité | Article de qualité | **                 | Bon article        | **                 | Bon article        | Bon article        | **                 | Bon article | Bon article        |
| Sources : Yves Renouil (sous la direction), Dictionnaire du vin, Éd. Féret et fils, Bordeaux, 1962 ; Alexis Lichine, Encyclopédie des vins et alcools de tous les pays, Éd. Robert Laffont-Bouquins, Paris, 1984, Les millésimes de la vallée du Rhône & Les grands millésimes de la vallée du Rhône |                    |                    |                    |                    |                    |                    |                    |                    |             |                    |

Soit sur 90 ans, 24 années exceptionnelles, 26 grandes années, 16 bonnes années, 22 années moyennes et 2 années médiocres.

## Économie

### Commercialisation
En dépit d'une conjoncture économique mondiale difficile, les ventes se maintiennent à un niveau élevé. Il a été commercialisé 376 millions de bouteilles de vins de la Vallée du Rhône. Toutes appellations confondues, la production a mis en marché :
| Metteurs en marché       | Valeur (en %) | Volumes (hL) |
| ------------------------ | ------------- | ------------ |
| Caves coopératives       | 63,2          | 2 130 441    |
| Producteurs indépendants | 33,8          | 1 138 665    |
| Négociants-vinificateurs | 2,9           | 99 369       |

Dans ce cadre les ventes sont assurées par trois grands secteurs :
| Secteurs                                          | Valeur (en %) | Nombre de bouteilles (en millions de cols) |
| ------------------------------------------------- | ------------- | ------------------------------------------ |
| Embouteillage régional (négoce ou union de caves) | 40            | 168                                        |
| Commercialisation directe par les producteurs     | 33            | 138                                        |
| Embouteillage extra-régional                      | 27            | 113                                        |

#### Le marché intérieur
Sur le marché français la demande reste forte avec 75, 8 % des ventes, soit 282 millions de bouteilles commercialisées. La restauration absorbe 47 millions de cols, soit 14, 7 %, tandis que la consommation par ménage représente 271 millions, soit 85, 3 % des ventes. Les principaux secteurs de distributions sont :
| Distribution                            | Valeur (%) | Nombre de bouteilles (en millions de cols) |
| --------------------------------------- | ---------- | ------------------------------------------ |
| Grande et moyenne distribution (GMS)    | 69         | 187                                        |
| Magasins spécialisés et autres circuits | 16         | 43                                         |
| Vente directe par les producteurs       | 15         | 41                                         |

#### L'exportation
Ce marché absorbe 24,2 % des ventes soit 101 millions de bouteilles. L'Union européenne reste le plus important client avec une demande qui dépasse 50 %. Les principaux pays acheteurs sont :
| Pays                     | Valeur (en %) |
| ------------------------ | ------------- |
| Royaume-Uni              | 24            |
| États-Unis               | 19            |
| Luxembourg               | 11            |
| Belgique                 | 11            |
| Canada                   | 8             |
| Danemark                 | 6             |
| Allemagne                | 6             |
| Suisse                   | 6             |
| Pays-Bas                 | 5             |
| Japon                    | 3             |
| Suède                    | 3             |
| Norvège                  | 3             |
| Autres pays exportateurs | 11            |

### Hiérarchie des prix
Le prix de vente des vignes ayant droit à l'appellation régionale côtes-du-rhône est officiellement en 2023 dans la Drôme de 15 000 euros l'hectare en moyenne (variant entre 10 000 et 18 000 €) ; c'est un peu plus cher pour la même appellation dans le Vaucluse avec 23 000 €/ha (entre 16 000 et 28 000 €). Les prix sont du même ordre pour les AOC voisines que sont les grignan-les-adhémar (14 000), costières-de-nîmes (15 000), côtes-du-vivarais (17 000), côtes-du-rhône-villages (18 000 ; 20 000 pour une dénomination) et luberon (24 000 €/ha).
Par contre, les prix s'envolent quand il est question des crus des côtes du Rhône : 40 000 € pour l'hectare de vigne produisant du lirac et du vinsobres, 55 000 pour le muscat de Beaumes-de-Venise, 60 000 pour le tavel, 75 000 pour le cairanne, 80 000 pour le beaumes-de-venise et le rasteau, 100 000 pour le vacqueyras, 140 000 pour le saint-joseph, 150 000 pour le crozes-hermitage, 215 000 pour le gigondas, 500 000 pour le cornas, 510 000 pour le châteauneuf-du-pape et 1 250 000 pour le côte-rôtie.
Pour une comparaison entre les appellations, on peut aussi prendre le cours moyen des vins en vrac (à l'hectolitre) servant officiellement au calcul des fermages (la valeur locative) :
- Rhône :
  - 880 €/hl pour du condrieu ;
  - 1 357 €/hl pour du côte-rôtie[34] ;
- Loire :
  - 116 €/hl pour du côtes-du-rhône ;
  - 694 €/hl pour du saint-joseph ;
  - 1 350 €/hl pour du condrieu[35] ;
- Ardèche :
  - 38 €/hl pour du VSIG ;
  - 57 €/hl pour de l'IGP ;
  - 71 €/hl pour du côtes-du-vivarais ;
  - 80 €/hl pour du côte-du-rhône ;
  - 170 €/hl pour de l'IGP en viognier ;
  - 230 €/hl pour du saint-péray ;
  - 431 €/hl pour du saint-joseph ;
  - 737 €/hl pour du cornas ;
  - 979 €/hl pour du condrieu[36] ;
- Drôme :
  - 43 €/hl pour du VSIG ;
  - 69 €/hl pour de l'IGP ;
  - 87 €/hl pour du grignan-les-adhémar ;
  - 94 €/hl de côtes-du-rhône ;
  - 141 €/hl pour du côtes-du-rhône-villages ;
  - 455 €/hl pour du crozes-hermitage[37] ;
- Vaucluse :
  - 35 €/hl pour du ventoux ou du luberon ;
  - 60 €/hl pour du côtes-du-rhône ;
  - 90 €/hl pour du côtes-du-rhône-villages ;
  - 130 €/hl pour du côtes-du-rhône-villages + dénomination ;
  - 160 €/hl pour du cairanne ;
  - 165 €/hl pour du muscat de Beaumes-de-Venise ;
  - 190 €/hl pour du beaumes-de-venise ;
  - 200 €/hl pour du rasteau ;
  - 232 €/hl pour du vacqueyras ;
  - 454 €/hl pour du gigondas ;
  - 634 €/hl pour du châteauneuf-du-pape[38] ;
- Gard :
  - 34 €/hl pour du VSIG ;
  - 39 €/hl pour de l'IGP ;
  - 50 €/hl pour du coteaux-du-vivarais ;
  - 64 €/hl pour du côtes-du-rhône, du côtes-du-rhône-villages, ou du costières-de-nîmes ;
  - 134 €/hl pour du lirac ;
  - 180 €/hl pour du tavel[39].

Les prix dans le commerce sont évidemment bien plus élevés, variant considérablement en fonction du nom du producteur.

## Œnotourisme

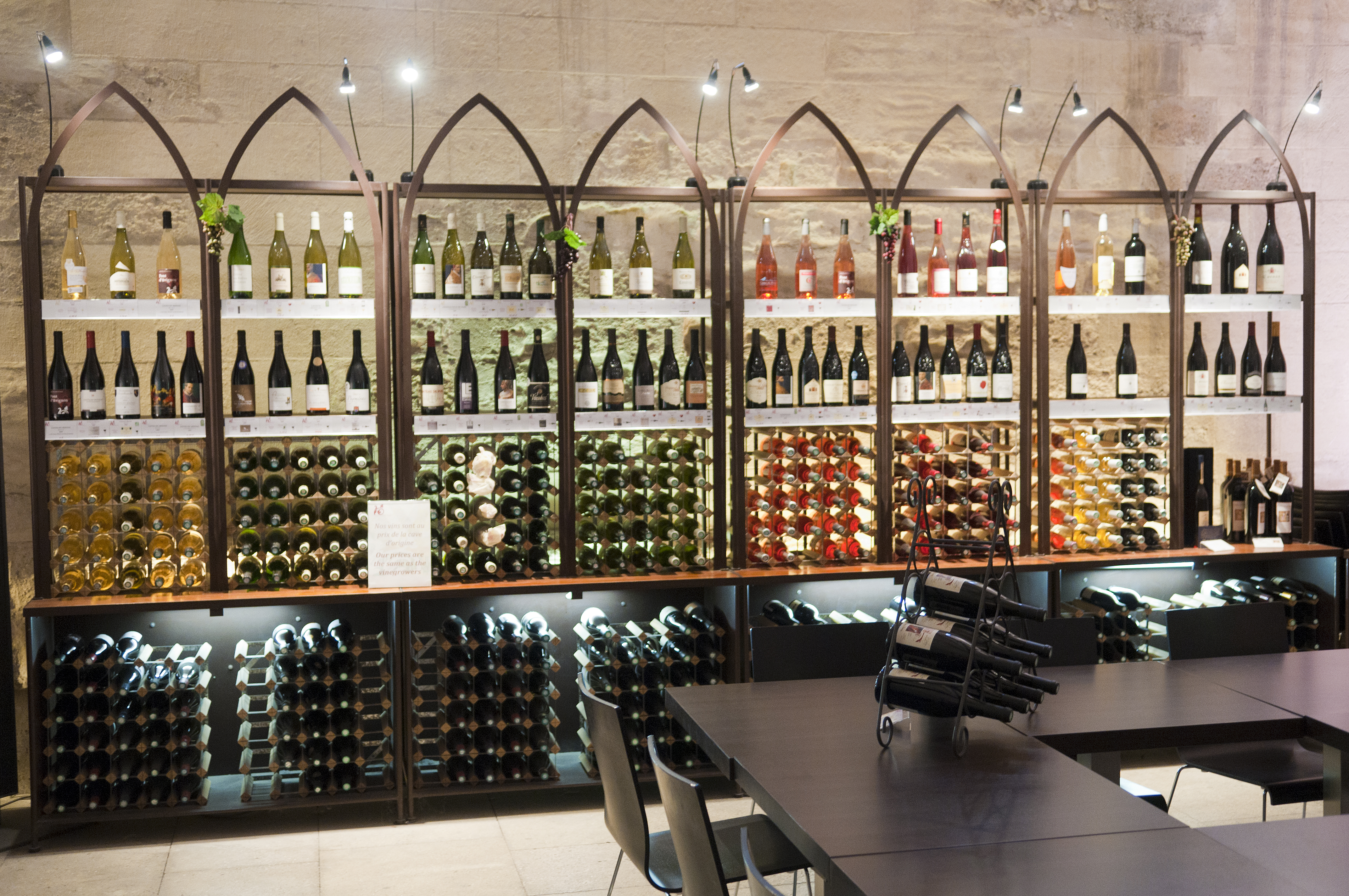
Vinothèque des vins de la vallée du Rhône au palais des papes d'Avignon

L'œnotourisme recouvre de nombreuses activités de découverte : dégustation des vins, visite de caves, rencontre avec les propriétaires, découverte des métiers et techniques de la vigne, connaissance des cépages, des terroirs, des appellations, de la gastronomie locale. À cet aspect festif s'ajoutent les activités sportives et de loisirs : promenades et randonnées dans les vignobles.

### Caveaux
Pour les touristes, une charte de qualité des caveaux de dégustation a été mise en place dans la vallée du Rhône pour l'ensemble des vignobles par Inter Rhône. Elle propose trois catégories différentes d'accueil en fonction des prestations offertes par les caves.
La première - dite accueil de qualité - définit les conditions de cet accueil. Un panneau à l'entrée doit signaler que celui-ci est adhérent à la charte. Ce qui exige que ses abords soient en parfait état et entretenus et qu'il dispose d'un parking proche. L'intérieur du caveau doit disposer d'un sanitaire et d'un point d'eau, les visiteurs peuvent s'asseoir et ils ont de plus l'assurance que locaux et ensemble du matériel utilisé sont d'une propreté irréprochable (sols, table de dégustation, crachoirs, verres).
L'achat de vin à l'issue de la dégustation n'est jamais obligatoire. Celle-ci s'est faite dans des verres de qualité (minimum INAO). Les vins ont été servis à température idéale et les enfants se sont vu proposer des jus de fruits ou des jus de raisin. Outre l'affichage de ses horaires et des permanences, le caveau dispose de fiches techniques sur les vins, affiche les prix et offre des brochures touristiques sur l'appellation.

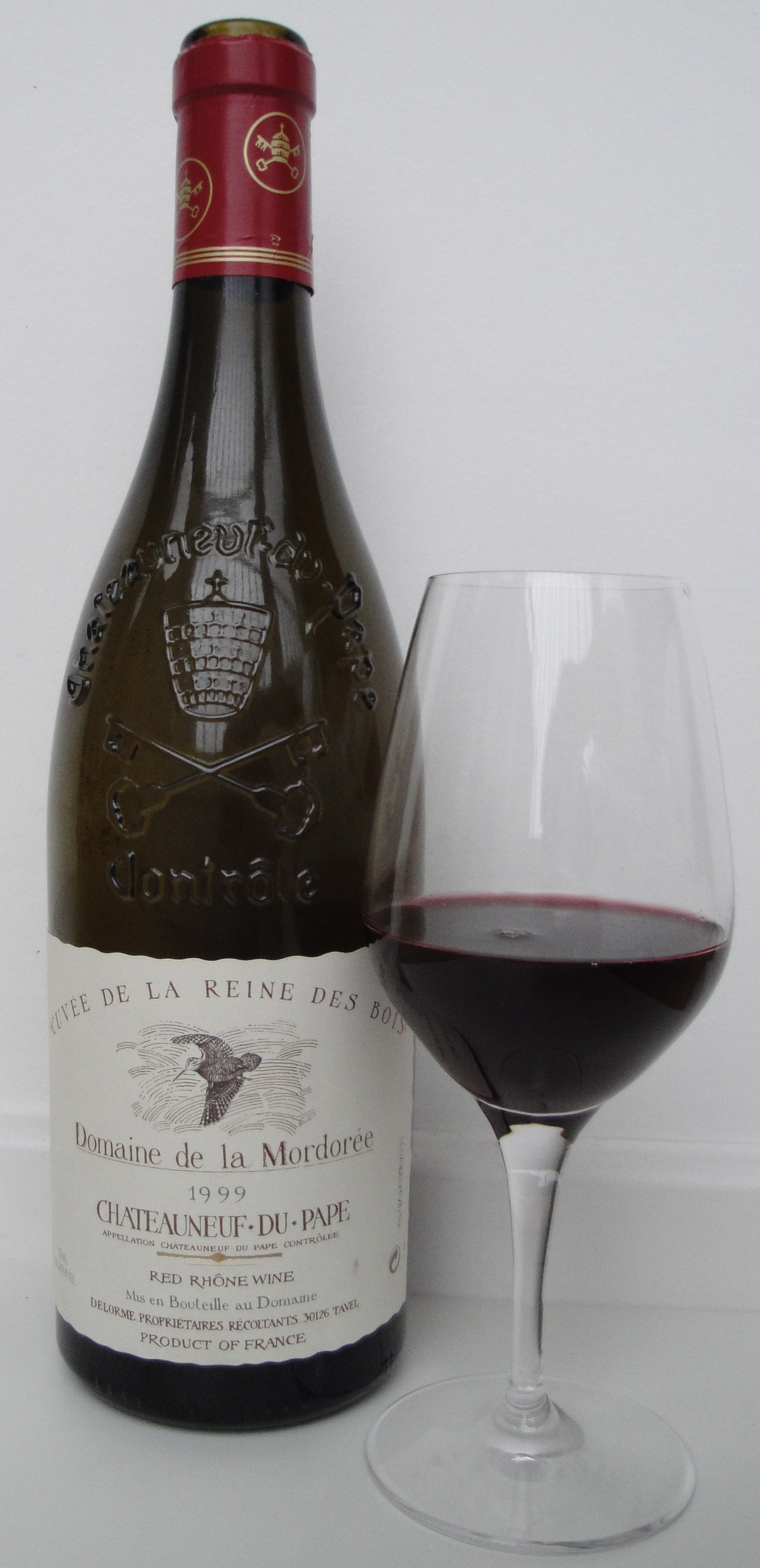
Châteauneuf-du-pape 1999, Domaine de la Mordorée, Cuvée Reine des bois.
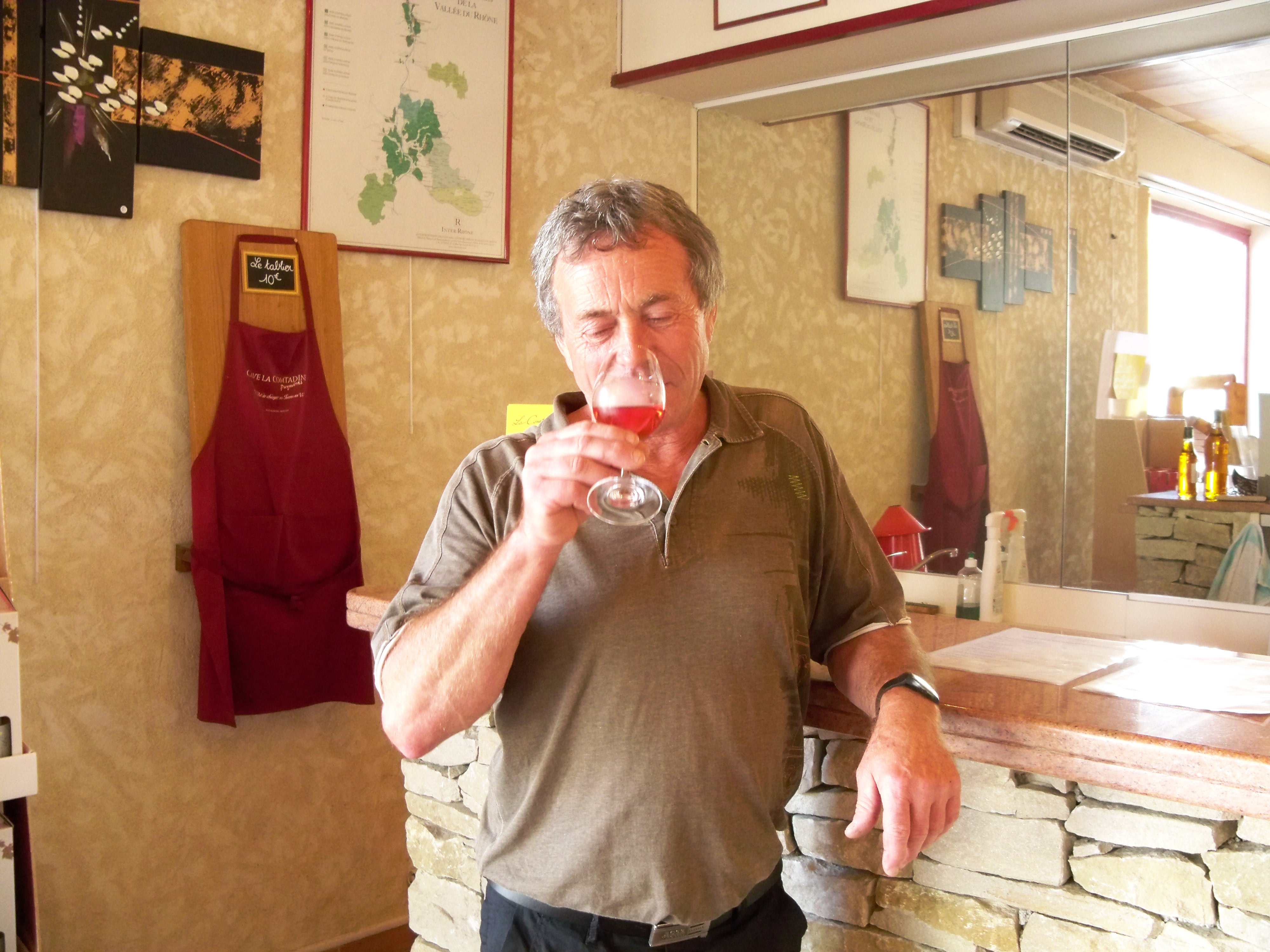
Dégustation avec le vigneron.
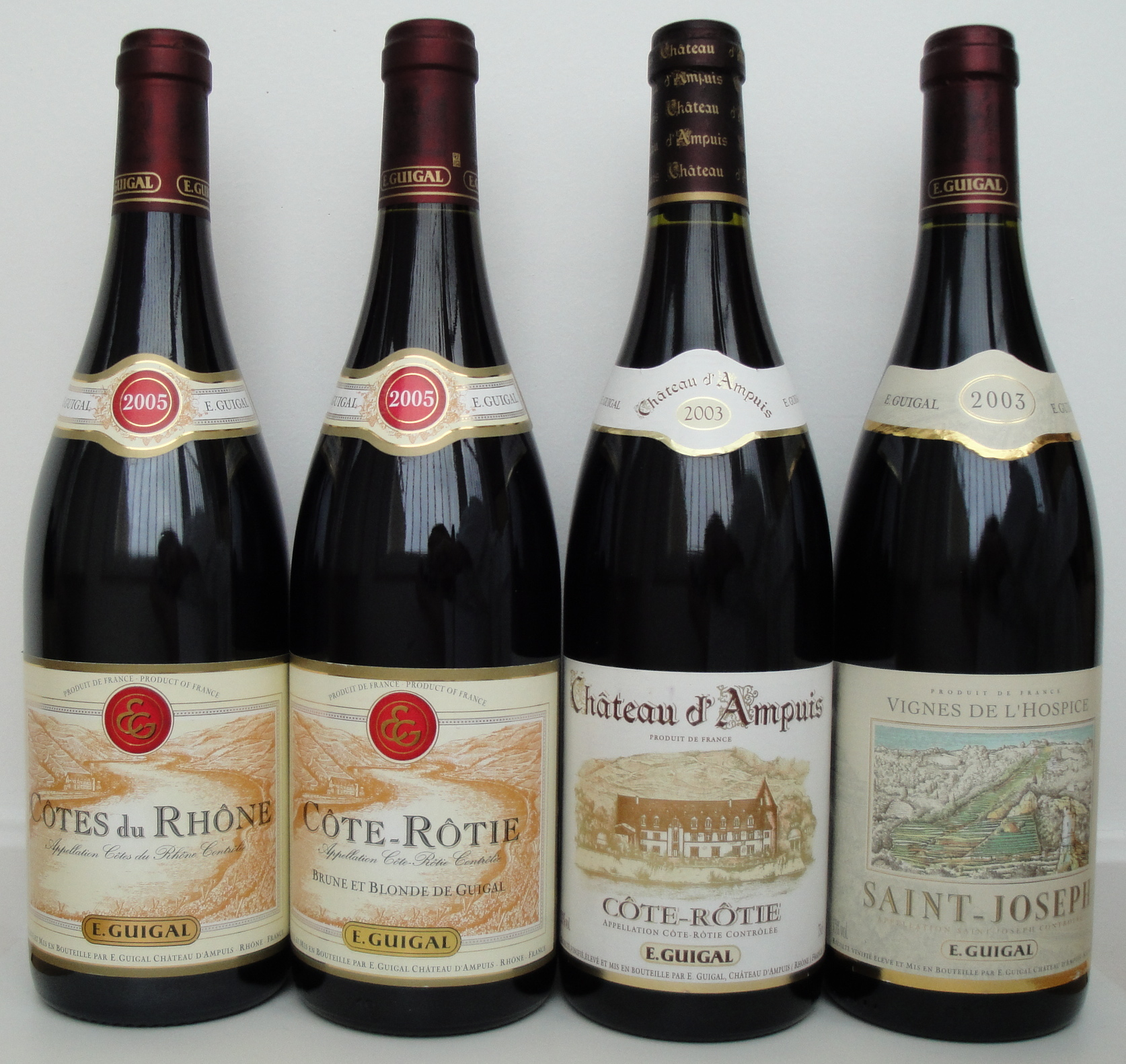
Quatre crus de la vallée du Rhône septentrionale signés E. Guigal.
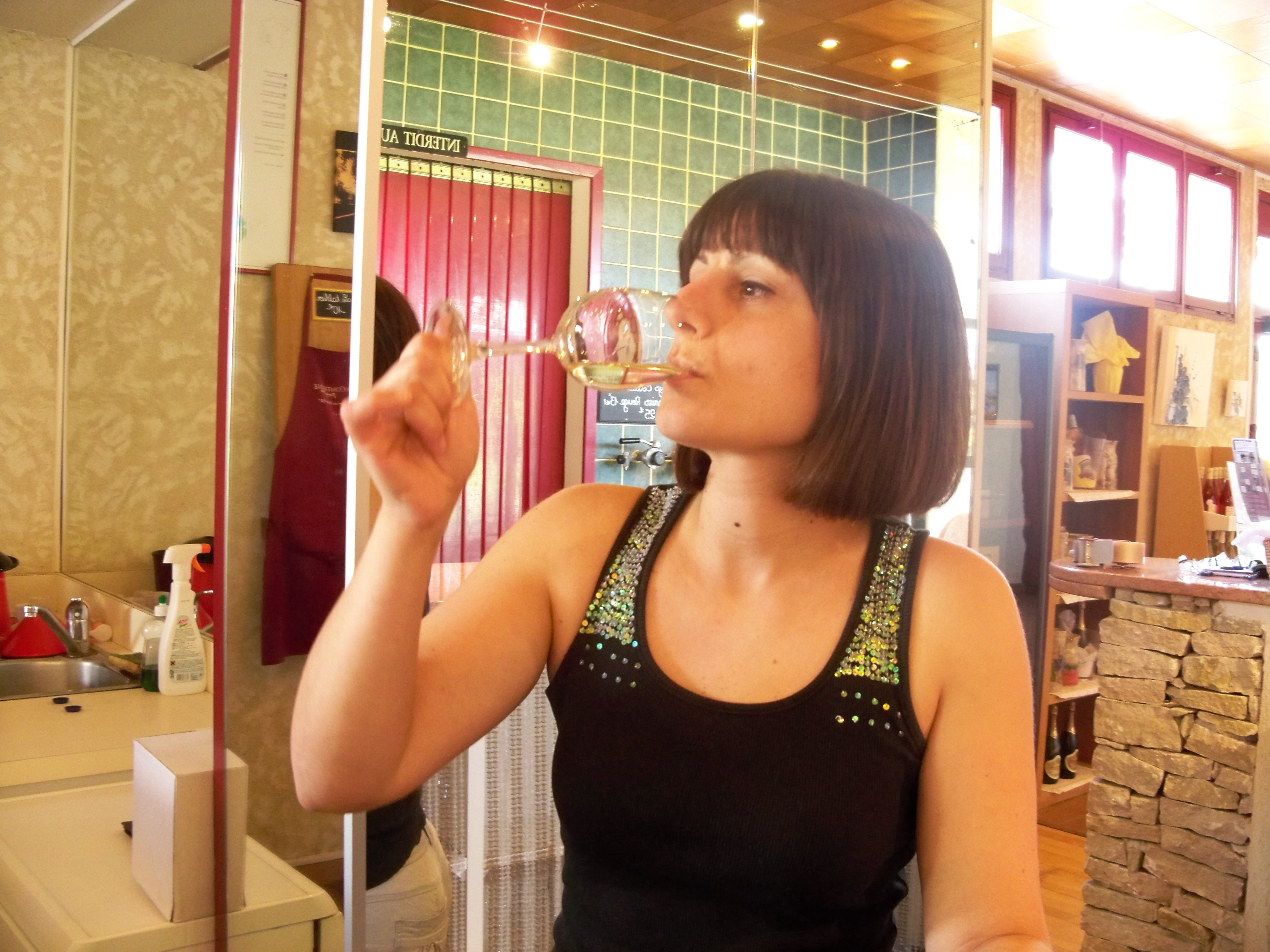
Dégustation en caveau.
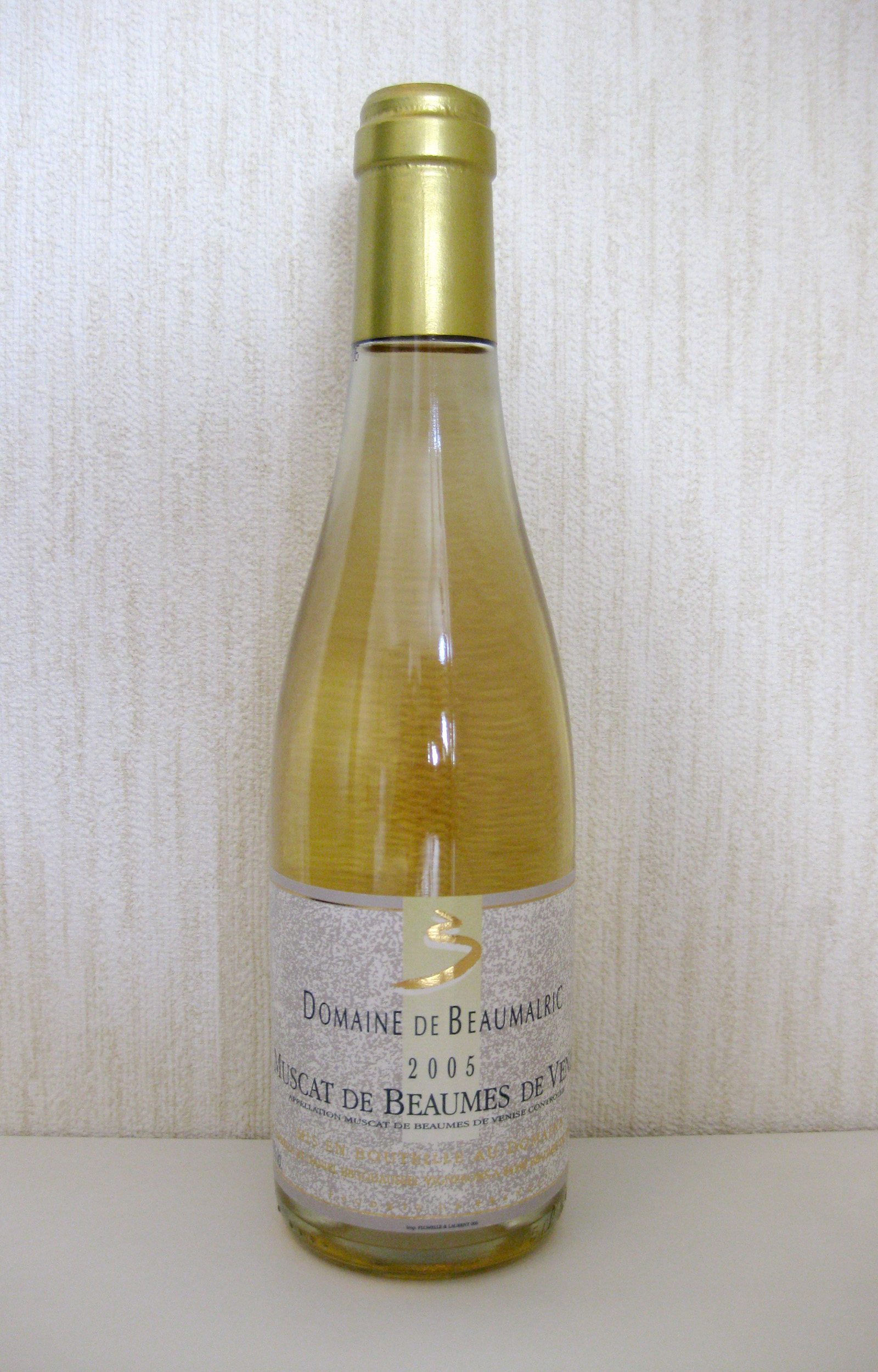
Muscat de Beaumes-de-Venise, 2005, Domaine de Beaumalric.

La seconde - dite accueil de service - précise que le caveau est ouvert cinq jours sur sept toute l'année et six jours sur sept de juin à septembre. La dégustation se fait dans des verres cristallins voire en cristal. Accessible aux personnes à mobilité réduite, il est chauffé l'hiver et frais l'été, de plus il dispose d'un éclairage satisfaisant (néons interdits). Sa décoration est en relation avec la vigne et le vin, une carte de l'appellation est affichée. Il dispose d'un site internet et fournit à sa clientèle des informations sur la gastronomie et les produits agroalimentaires locaux, les lieux touristiques et les autres caveaux adhérant à la charte. Des plus les fiches techniques sur les vins proposés sont disponibles en anglais.
La troisième - dite accueil d'excellence - propose d'autres services dont la mise en relation avec d'autres caveaux, la réservation de restaurants ou d'hébergements. Le caveau assure l'expédition en France pour un minimum de vingt-quatre bouteilles. Il dispose d'un site Internet en version anglaise et le personnel d'accueil parle au moins l'anglais.

### Fêtes du vin
Les fêtes de la vigne et du vin en vallée du Rhône sont des festivités inscrites à l'inventaire du patrimoine culturel immatériel en France en 2019.